# Wilhelm Henie

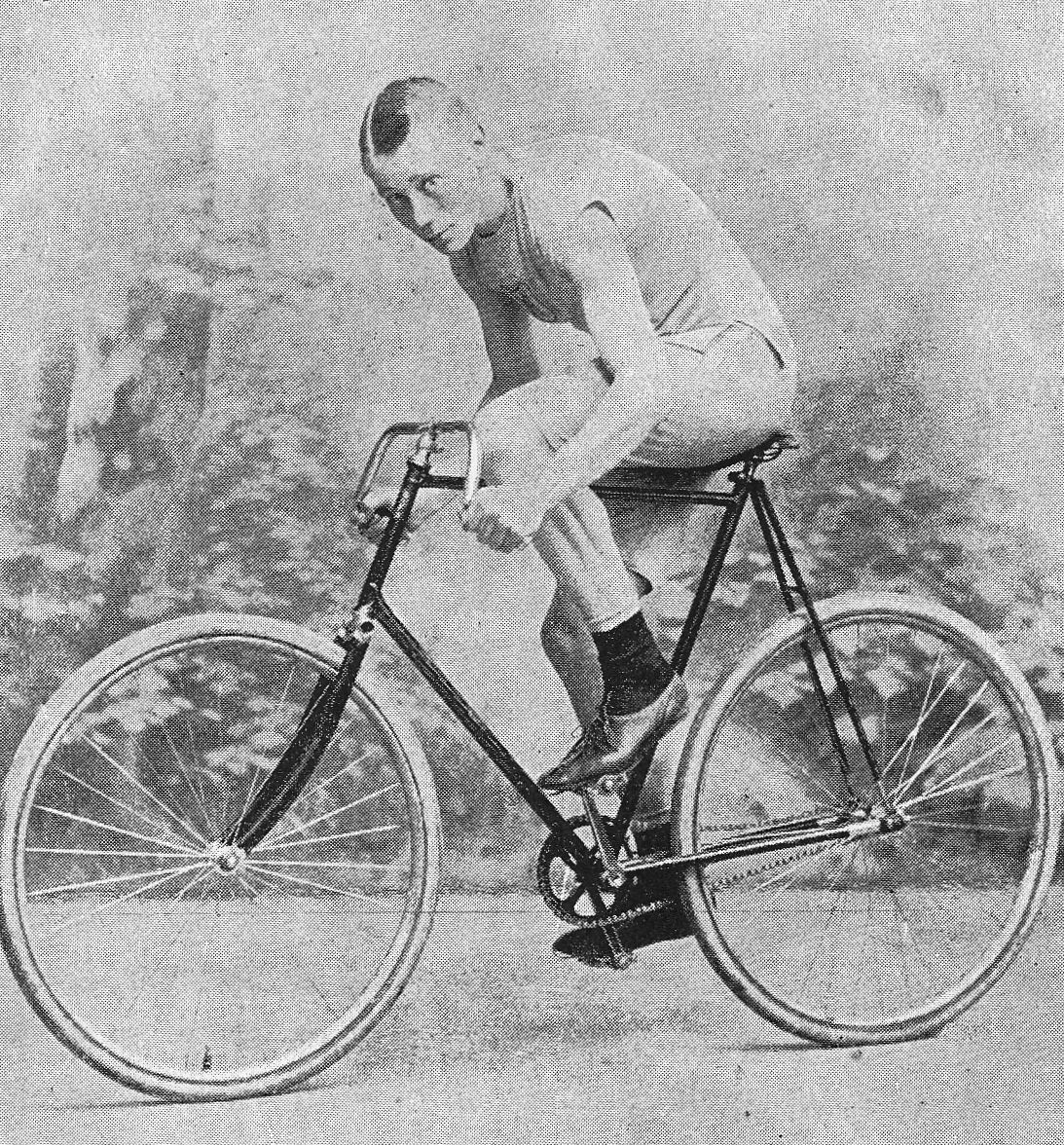
Wilhelm Henie (1894)

Wilhelm Henie (* 7. September 1872 in Kristiania; † 10. Mai 1937) war ein norwegischer Radrennfahrer und Eisschnellläufer, von Beruf Pelzhändler. Er war der Vater der Eiskunstläuferin Sonja Henie.
Wilhelm Henie stammte aus einer vermögenden Kaufmannsfamilie und betrieb den Sport deshalb als Amateur. Bei den Bahn-Radweltmeisterschaften 1894 in Antwerpen wurde Henie Weltmeister im Steherrennen der Amateure. Damit wurde er der erste norwegische Weltmeister im Sportbereich. Im selben Jahr stellte Henie zudem auf der Radrennbahn von Herne Hill zwei Weltrekorde über zwei und über zehn englische Meilen auf. 1895 wurde er bei der WM in Köln Dritter. Im Jahr 1900 erreichte er bei der WM in Paris den zweiten Platz bei den Amateur-Stehern.
Wilhelm Henie war auch als Eisschnellläufer aktiv; 1896 nahm er an den Europameisterschaften in Hamburg über vier verschiedene Strecken teil und erreichte einen zweiten und drei dritte Plätze. Er fuhr Radrennen bis 1902.
20 Jahre später errang Wilhelm Henie erneut Bekanntheit als ehrgeiziger Vater der Eiskunstläuferin, dreifachen Olympiasiegerin, zehnfachen Welt- und sechsfachen Europameisterin Sonja Henie, die er selbst trainierte und managte.